# Mário Coluna
Mário Esteves Coluna (* 6. August 1935 auf Inhaca (Maputo), Mosambik; † 25. Februar 2014 ebenda) war ein portugiesischer Fußballspieler, der mit Benfica Lissabon zehn Landesmeisterschaften sowie 1961 und 1962 den Europapokal der Landesmeister gewonnen hat. 1966 wurde er mit der Nationalmannschaft bei der Weltmeisterschaft 1966 in England Dritter. In Lissabon war er bekannt als o Monstro Sagrado, „das heilige Monster“. Brasilianische Journalisten nannten ihn respektvoll den portugiesischen Didi.

## Laufbahn

### Vereine, 1945 bis 1970
Mário Culuna, Sohn eines portugiesischen Vaters und einer mosambikanischen Mutter, wurde in ärmlichen Verhältnissen auf der der Stadt Lourenço Marques (heute Maputo, Hauptstadt des unabhängigen Moçambique) vorgelagerten Insel Inhaca geboren und wuchs im Viertel Alto-Maé auf. Der sportbegeisterte Coluna hoffte, vielleicht Automechaniker zu werden. Er schloss sich 1951 Desportivo Lourenço Marques an, einem Spitzenverein der Stadt der von seinem Vater mitbegründet wurde und wo dieser auch als Torwart wirkte. Dort versuchte er sich auch als Basketballspieler, kam aber nicht über die Reservemannschaft hinaus. Erfolgreicher war er als Leichtathlet, wo er mit 1,82 Metern einen Landesrekord im Hochsprung aufstellte. 1952 gewann Desportivo die Meisterschaft des Distriktes von Maputo, was in Ermangelung einer Provinzmeisterschaft der höchste erreichbare Titel war. Mário Culuna entwickelte sich in der Folgezeit zu einem hervorragenden Fußballer und erweckte das Interesse des FC Porto. Sporting Lissabon verdoppelte das Angebot, aber Culuna wechselte schließlich 1954 zu Benfica Lissabon, was wohl auch dem Wunsch des Vaters und dem Umstand, dass Desportivo mit dem Verein assoziiert war, geschuldet ist.
Gleichzeitig kam mit Torwart Alberto da Costa Pereira vom Verein Ferroviário Lourenço Marques ein weiterer Spieler aus Mosambik zu Benfica und aus Brasilien kam Trainer Otto Glória von Atlético Mineiro. Dieser führte nicht nur das 4-2-4-System ein, sondern professionalisierte auch die Strukturen des Vereins. Mit Mário Coluna fand der neue Trainer einen idealen Mann für die Verbindung zwischen Abwehr und Angriff und auch Pereira setzte sich umgehend durch und war bis 1967 im Tor Benficas. Gemeinsam mit Torjäger José Águas gelang bereits 1954/55 die erste Meisterschaft nach vier Jahren Unterbrechung und der Sieg im Pokal. Die Anerkennung der persönlichen Leistung des jungen 19-jährigen Mittelfeldspielers wurde auch mit der ersten Berufung am 4. Mai 1955 in die portugiesische Fußballnationalmannschaft beim Länderspiel in Glasgow gegen Schottland dokumentiert. Im Jahre 1957 folgte der zweite Double-Erfolg mit Benfica und 1959 der dritte Pokalerfolg. Der erste Auftritt im Europapokal der Landesmeister 1957/58 endete aber bereits in der ersten Runde gegen den spanischen Vizemeister FC Sevilla. Coluna bestritt wie auch Mittelstürmer Águas und Linksaußen Cavém beide Spiele gegen die Andalusier, verlor in Sevilla mit 1:3 Toren und durch das 0:0 am 26. September 1957 in Lissabon konnte die Hinspielniederlage nicht wettgemacht werden.
Als Béla Guttmann Trainer Glória zur Saison 1959/60 ablöste und mit Rechtsaußen José Augusto und dem Innenverteidiger Germano zwei weitere überdurchschnittliche Spieler zu Benfica kamen, feierte Mário Coluna 1960 seine dritte Meisterschaft in Portugal. Der Erfolg im Europacup 1960/61 durch Benfica stellte dann aber trotzdem eine Überraschung dar. Insgesamt gewann der Dreh- und Angelpunkt des Aufbauspiels von Benfica, der Lenker im Mittelfeld, in den Jahren 1955 bis 1969 zehn Meisterschaften und sieben Mal den Pokal in Portugal. Im Jahre 1964 wurde Coluna zu Portugals Fußballer des Jahres gewählt und der Mann aus Mosambik belegt den 2. Rang unter Portugals Jahrhundert-Fußballern.
Zum Abschluss seiner Spielerlaufbahn verbrachte Mário Coluna die Saison 1970/71 bei Olympique Lyon, wobei er 19 Spiele in der französischen Division 1 bestritt, in denen er zwei Tore erzielte. Der mittlerweile 35-jährige Coluna begeisterte immer noch mit seiner inhärenten Brillanz, war aber physisch nicht mehr auf der Höhe. Auch verbrachte der Musikliebhaber für den Geschmack einiger zu viele lange Nächte im Hot Club Jazz auf dem Place Carnot. Gegen Spieler wie Fleury Di Nallo und den aufstrebenden Serge Chiesa konnte er sich zusehends weniger durchsetzen. So war er auch nicht in der Aufstellung des Pokalfinale von 1971 das mit 0:1 gegen Stade Rennais UC verloren ging.
Es war geplant, dass er noch eine weitere Saison in Lyon verbringt, aber man trennte sich dann doch bald. So löste er im Laufe der Saison 1971/72 beim portugiesischen Drittligisten SC Estela Portalegre in Portalegre nahe der spanischen Grenze Trainer Narciso ab und betätigte sich bis Saisonende als Spielertrainer. Er holte seinen langjährigen Mannschaftskameraden Humberto Fernandes und fünf Jugendspieler von Benfica zum Verein. Am Ende war Estrela 13. von 16 Mannschaften und stieg in die Distriktligen ab.

### Fünf Finalteilnahmen im Europacup der Meister, 1961 bis 1968
Im Europacup der Runden 1958/59 und 1959/60 waren die portugiesischen Vertreter Sporting Lissabon und FC Porto in der ersten Runde bzw. in der Qualifikation ausgeschieden. Deshalb waren die zwei Erfolge gegen den schottischen Meister Heart of Midlothian im Landesmeisterwettbewerb 1960/61 von Benfica in der ersten Runde in der Außenseiterrolle zustande gekommen. International hatte der portugiesische Fußball in dieser Phase keinen hohen Stellenwert. Den 6:2-Heimsieg gegen den ungarischen Meister Újpest Budapest in der zweiten Runde hatten die Fachleute in dieser Deutlichkeit auf keinen Fall erwartet. Benfica war zu diesem Zeitpunkt noch eine Mannschaft der „Namenlosen“, das galt auch für Mário Coluna im Mittelfeld und den Angriff um José Augusto und José Águas. Gegen Aarhus GF war die Mannschaft mit den Mittelfeldspielern Fernando Cruz, Mário Coluna und Joaquim Santana erstmals in der Favoritenrolle und setzte dies auch mit zwei Erfolgen in die Tat um. Nach dem Erfolg im Halbfinale gegen Rapid Wien war vor dem Finale am 31. Mai 1961 in Bern der FC Barcelona der klare Favorit. Hatte doch „Barça“ in der zweiten Runde den fünfmaligen Seriensieger Real Madrid ausgeschaltet, in Spanien 1959 und 1960 den Meistertitel geholt, im Messe-Cup 1958 und 1960 triumphiert und hatte mit Luis Suárez Europas Fußballer des Jahres 1960 in der Mannschaft. Da der Katalanen-Angriff durch László Kubala, Sándor Kocsis, Zoltán Czibor und den brasilianischen Torjäger Evaristo – alles international anerkannte Größen – komplettiert wurde, waren Coluna und Kollegen klar in der Außenseiterrolle.
Als Coluna sich auch noch in der achten Spielminute einen Nasenbeinbruch zuzog, Barcelona das Spiel überlegen bestimmte und in der 21. Minute durch Kocsis mit 1:0 in Führung ging, schienen sich die negativen Vorhersagen zu bewahrheiten, dass nur Barcelona die Nachfolge von Real antreten könnte. Aber der wieder ins Spiel zurückgekehrte Coluna und Fernando Cruz übernahmen die Herrschaft im Mittelfeld, Coluna erzielte sogar noch das Tor zur 3:1-Führung und die Rot-Weißen von Benfica holten sich mit einem 3:2-Sieg den Europapokal der Landesmeister 1960/61. Mário Coluna hatte im Wettbewerb neun Spiele bestritten und zwei Tore erzielt. Auch bei der Titelverteidigung am 2. Mai 1962 in Amsterdam mit 5:3 Toren gegen Real Madrid – jetzt waren noch Eusébio und Simões im Angriff – trug sich Coluna durch den 3:3-Ausgleichstreffer in die Torschützenliste ein. Ab dem Cup-Gewinn 1962 zählte der Benfica-Angriff mit Augusto, Eusébio, Águas (später José Augusto Torres), Coluna und Simões zu den internationalen Parade-Sturmreihen.
Das erste verlorene Europacupendspiel erfuhr der jetzt als Nachfolger von Águas als Kapitän fungierende Coluna im Jahre 1963 gegen den AC Mailand. Ohne Germano und Águas verlor Benfica in London mit 1:2 Toren. Die Zusammenarbeit mit dem chilenischen Nationaltrainer der Weltmeisterschaft 1962, Fernando Riera, gestaltete sich in der Guttmann-Nachfolge nicht mit dem gewünschten Erfolg. Durch den Meisterschaftsgewinn 1963 nahmen Coluna und seine Mannschaftskameraden von Benfica auch 1963/64 wieder am Europacup teil. Im Achtelfinale kam durch eine 0:5-Niederlage bei Borussia Dortmund am 4. Dezember 1963 aber bereits das frühzeitige Aus. Mit Trainer Elek Schwartz zog Coluna in der Saison 1964/65 in sein viertes europäisches Landesmeisterfinale ein. Am 27. Mai 1965 verlor Benfica das Endspiel in Mailand mit 0:1 Toren gegen Inter Mailand, das Team von Trainer Helenio Herrera.
Es folgten im Europacup zwei magere Jahre: in der Serie 1965/66 schied Coluna mit Benfica im Viertelfinale gegen Manchester United aus und 1966/67 war man nicht für den Cup der Meister qualifiziert. Am 29. Mai 1968 stand Mário Coluna mit Benfica in seinem fünften Finale im Europapokal der Landesmeister. In London verlor er aber sein drittes Finalspiel mit 1:4 Toren in der Verlängerung gegen Manchester United.
Von 1957 bis 1969 absolvierte Mario Coluna 58 Spiele im Europacup der Meister – wie Alfredo Di Stéfano – und führte dabei die Benfica-Mannschaft in 37 Begegnungen als Kapitän auf das Feld. Insgesamt dauerte seine Präsenz im Cup der Landesmeister damit 12 Jahre und zwei Monate an. In der Europacup-Ära 1955 bis 1970 gehörte der Benfica-Spielmacher zu den herausragenden Akteuren und wird auf eine Stufe mit Eusébio, Ferenc Puskás und Luis Suárez gestellt.

### Nationalmannschaft, 1955 bis 1968
Mário Coluna debütierte in der Seleção mit 19 Jahren am 4. Mai 1955 beim Länderspiel in Glasgow gegen Schottland. Im Gegensatz zu den jahrelangen Erfolgen mit seiner Vereinsmannschaft Benfica Lissabon, steht mit der Nationalmannschaft Portugals nur die erfolgreiche WM-Qualifikation im Jahre 1965 gegen die Türkei, Rumänien und den Vizeweltmeister des Jahres 1962, die Tschechoslowakei, und die Fußball-Weltmeisterschaft 1966 in England, als Erfolg zu Buche. Bei der Weltmeisterschaft absolvierte Coluna alle sechs Spiele zusammen mit Jaime Graça im Mittelfeld von Portugal. In den Gruppenspielen setzte sich Portugal gegen den amtierenden Fußballweltmeister Brasilien durch und entschied am Ende das Spiel um Platz drei gegen die Sowjetunion mit 2:1 Toren für sich. Coluna war der Regisseur und Eusébio der überragende Torjäger. Der Kapitän der Portugiesen wurde auch in das Mittelfeld des All-Star-Teams der Weltmeisterschaft 1966 gewählt. Mit dem WM-Qualifikationsspiel am 11. Dezember 1968 in Athen gegen Griechenland beendete Mário Coluna mit 33 Jahren seine Karriere nach 57 Einsätzen und acht Toren in der Nationalmannschaft von Portugal.

### Ende der Spielerlaufbahn
Am 27. September 1967 führte Mário Coluna noch als Kapitän die Weltauswahl beim Spiel in Madrid gegen Spanien an. Gemeinsam mit Mario Corso und Gianni Rivera bildete er das Mittelfeld der Weltauswahl, die das Spiel mit 3:0 Toren gewann. Zum Abschiedsspiel von Coluna empfing Benfica Lissabon am 8. Dezember 1970 eine Europaauswahl im Estádio da Luz. Vor 55.000 Zuschauern setzten sich Eusébio & Co mit 3:2 Toren gegen die von Kapitän Bobby Moore und Trainer László Kubala angeführte Europa-Auswahl (u. a. mit Cruijff, Džajić, Hurst, Osgood, Seeler, Suárez) durch.

## Trainer und Funktionär
Mit Beginn der Unabhängigkeit Mosambiks im Jahre 1975 wurde Coluna in seinem Heimatland Nationaltrainer. Als Vereinstrainer gewann er mit Textáfrica do Chimoio im Jahre 1976 und mit Ferroviário Maputo 1982 die Meisterschaft. Mit Ferroviário 1984 auch den Pokal. Später übte er auch das Amt des Kultur- und Sportministers aus. Er war Mitglied des Goal-Büros der FIFA in Mosambik und von 1998 bis 2007 Präsident des Fußballverbandes von Mosambik, welcher seit der Fußballweltmeisterschaft 2006 auch durch ein Partnerschaftsprojekt mit dem Bayerischen Fußballverband verbunden ist.